# لانتانا هلباء
لانتانا هلباء (الاسم العلمي: Lantana hirsuta) هي نوع نباتي يتبع جنس اللانتانا من فصيلة اللويزية.